# 베른하르트 2세 (랑)
베른하르트 2세(Bernard II de Laon, 844년/845년 - 893년경 1월 28일)는 프랑크 왕국의 귀족이자 왕족으로, 카롤링거 왕조의 분가인 헤르베르터 왕조 출신이었다. 롬바르디아의 왕 피피노 카를로만의 증손이며, 샤를마뉴 대제의 4대손이다.
생리스와 페로네 생 캉탱 백작인 피핀 2세의 아들로, 어머니는 미상이다. 그의 삶과 정확한 행적은 전해지지 않고 있다. 그는 생리스(Senlis)와 바이에욱스(Bayeux)의 백작이었다.
프랑스의 역사학자 크리스찬 스테파니에 의하면 그는 877년/878년에 대머리 카를 2세로부터 랑의 백작직을 받았다고 한다. 크리스찬 스테파니에 의하면 베른하르트는 대머리 카를 2세의 유언에 참여한 집행인의 한 사람이라 한다. 이탈리아의 주세페 포체티노에 따르면 그는 후에 롬바르디아(이탈리아)로 이주하였다 하는데, 파르마에서 활동했다고 한다. 사망 일자는 1월 28일이고, 893년 이후에 네우스트리아의 베르망두아에서 사망했는데, 사망 원인은 알려져 있지 않다. 안치된 곳 역시 미상이다.

## 가족 관계
- 할아버지 : 베른하르트 1세, 이탈리아 롬바르디아의 왕, 샤를마뉴 대제의 손자
- 아버지 : 피핀 2세(810/815 - 850)
- 어머니 : 이름 미상, 니벨룽기드 가문 출신 여성
  - 동생 : 피핀 3세, 상리스 백작, 파리백작(877-893), 발루아백작
  - 동생 : 헤르베르트 1세
  - 누이 : 쿠네군다(Cunegonda) 또는 구닐데(Gunilde)
  - 누이 : 이름 미상, 네우스트리아 후작이며 상리스의 백작을 지낸 베렝가리오의 두번째 아내
  - 누이 : 아델라이드, 이탈리아의 왕 람베르토 2세의 왕비
- 부인 : 이름 미상
  - 아들 : 로저 1세, 그의 아들이라는 설 외에 후고니드 출신이라는 설도 있다.
    - 손자 : 로저 2세

## 참고 자료
- Dunbabin, Jean (2000). France in the making, 843-1180. Oxford University Press.
- McKitterick, Rosamond (1999). The Frankish Kingdoms under the Carolingians. Pearson Education Limited.
- Pocchetino, G. (1922). I Pipinidi in Italia (sec. VIII-XII), Archivio storico Lombardo, 54 (1927), str. 1-43.
- Violante, C. (1974). Quelques caractéristiques des structures familiales en Lombardie, Emilie et Toscane aux XI et XII siècles, Famille et parenté dans l'Occident medieval, str. 87-147.
- Christian Settipani, La Préhistoire des Capétiens (Nouvelle histoire généalogique de l'auguste maison de France, vol. 1), Villeneuve d'Ascq, éd. Patrick van Kerrebrouck, 1993, 545 p. (ISBN 978-2-95015-093-6)
- Patrick Van Kerrebrouck, Nouvelle histoire généalogique de l'Auguste Maison de France, Bd. 1: La Préhistoire des Capétiens (von Christian Settipani), 1993